# クリスチャン・ウッド
クリスチャン・マーキース・ウッド（Christian Marquise Wood, 1995年9月27日 - ）は、アメリカ合衆国カリフォルニア州ロングビーチ出身のプロバスケットボール選手。現在フリーエージェント。ポジションはパワーフォワードまたはセンター。

## 経歴

### カレッジ
ネバダ大学ラスベガス校に在籍していた2014-15シーズンに平均15.7得点10リバウンド2.7ブロックという成績を記録し、自信を付けたウッドは、2015年のNBAドラフトにアーリーエントリーを表明。しかし、1巡目指名が噂されながらも、ウッドはまさかの指名外に終わってしまった。

### NBA

#### フィラデルフィア・76ers
ウッドは同年夏のNBAサマーリーグで、ヒューストン・ロケッツの一員として参加。9月27日にフィラデルフィア・76ersとシーズンキャンプに関する契約を締結。開幕ロースターを勝ち取った。しかし、開幕を迎えてもなお、ウッドには試練が続く。低迷に喘ぐ76ersにおいてもDリーグ行き、解雇、再契約を繰り返すなどしてルーキーシーズンを終了した。

#### シャーロット・ホーネッツ
2016年7月のNBAサマーリーグは、76ersの一員として参加し、サマーリーグ開催中の同月14日にシャーロット・ホーネッツと2年契約を結んだ。しかし、2016-17シーズンは13試合の出場で平均2.7得点 2;2リバウンドに終わり、2017年4月17日にホーネッツから2017-18シーズンのチームオプションを破棄された。

#### ミルウォーキー・バックス
2017年8月10日に中国プロバスケットボールリーグの福建鱘潯興籃球倶楽部 (福建スタージョンズ) と契約したが、開幕前に解雇された。
その後、2018年8月14日にミルウォーキー・バックスと契約した。
2019年3月18日にバックスから解雇された。

#### ニューオーリンズ・ペリカンズ
3月20日にウェイバー公示を経てニューオーリンズ・ペリカンズとの契約に合意した。3月26日のアトランタ・ホークス戦でキャリアハイの6ブロックを含む23得点、9リバウンド、1アシスト、3スティールを記録したが、チームは120-130で敗れた。
7月15日にペリカンズから解雇された。

#### デトロイト・ピストンズ
7月17日にウェイバー公示を経てデトロイト・ピストンズとの契約に合意した。

#### ヒューストン・ロケッツ
2020年11月24日にサイン・アンド・トレードでヒューストン・ロケッツへ移籍し、ロケッツとの3年総額4,100万ドルの契約に合意した。12月26日のポートランド・トレイルブレイザーズ戦にて移籍後初出場し31得点、13リバウンド、3アシスト、1ブロックを記録したが、チームはオーバータイムの末に128-126で敗れた。チームは低迷するものの平均21得点と大きく成績を伸ばした。
2021年11月27日のシャーロット・ホーネッツ戦でキャリアハイとなる33得点を記録し、チームは146-143で辛勝した。

#### ダラス・マーベリックス
2022年のNBAドラフト当日にボバン・マリヤノヴィッチ、トレイ・バーク、マーキーズ・クリス、スターリング・ブラウン、ウェンデル・ムーア・ジュニアのドラフト交渉権とのトレードでダラス・マーベリックスへ移籍した。

#### ロサンゼルス・レイカーズ
2023年9月6日にロサンゼルス・レイカーズとの契約に合意した。

## 個人成績

### NBA

#### レギュラーシーズン
| シーズン | チーム | GP  | GS  | MPG  | FG%  | 3P%  | FT%  | RPG | APG | SPG | BPG | PPG  |
| -------- | ------ | --- | --- | ---- | ---- | ---- | ---- | --- | --- | --- | --- | ---- |
| 2015–16  | PHI    | 17  | 0   | 8.5  | .415 | .364 | .619 | 2.2 | .2  | .3  | .4  | 3.6  |
| 2016–17  | CHA    | 13  | 0   | 8.2  | .522 | .000 | .733 | 2.2 | .2  | .2  | .5  | 2.7  |
| 2018–19  | MIL    | 13  | 0   | 4.8  | .480 | .600 | .667 | 1.5 | .2  | .0  | .0  | 2.8  |
| 2018–19  | NOP    | 8   | 2   | 23.6 | .533 | .286 | .756 | 7.9 | .8  | .9  | 1.3 | 16.9 |
| 2019–20  | DET    | 62  | 12  | 21.4 | .567 | .386 | .744 | 6.3 | 1.0 | .5  | .9  | 13.1 |
| 2020–21  | HOU    | 41  | 41  | 32.3 | .514 | .374 | .631 | 9.6 | 1.7 | .8  | 1.2 | 21.0 |
| 2022–23  | DAL    | 67  | 17  | 25.9 | .515 | .376 | .772 | 7.3 | 1.8 | .4  | 1.1 | 16.6 |
| 2023–24  | LAL    | 50  | 1   | 17.4 | .466 | .307 | .702 | 5.1 | 1.0 | .3  | .7  | 6.9  |
| 通算     | 通算   | 339 | 140 | 23.2 | .514 | .372 | .694 | 7.0 | 1.4 | .5  | .9  | 13.6 |